# Le Havre
Le Havre (também conhecida em português como o Havre) é uma comuna francesa na região administrativa da Normandia, no departamento do Sena Marítimo. Estende-se por uma área de 46,95 km², com 179 751 habitantes, segundo os censos de 2007, com uma densidade 3 829 hab/km². Seus habitantes são chamados de Havrais e Havraises em francês.
Em 2005 a UNESCO listou o centro da cidade de Le Havre, reconstruído por Auguste Perret como Património Mundial da Humanidade.

## Geografia
O município do Havre está localizado no noroeste da França, na costa do Canal da Mancha e do estuário do Sena. A cidade fica na foz do Vale do Sena, que se conecta à capital através de uma rede de transporte diversificada. Le Havre está a 70 km a oeste de Rouen e 176 km a oeste de Paris.
Administrativamente, Le Havre é uma cidade da Normandia localizada no oeste do departamento do Sena Marítimo. A unidade urbana de Le Havre corresponde aproximadamente ao território da Comunidade de Aglomeração Havraise (CODAH) que agrupa 17 comunas e 250 000 habitantes. Ocupa a ponta sudoeste da região natural do Pays de Caux, da qual é a maior cidade. Muitas pessoas nas comunidades vizinhas de Saint-Adresse, Octeville-sur-Mer, Fontaine-la-Mallet, Montivilliers, Harfleur e Gonfreville L'Orcher vêm trabalhar  diariamente em Le Havre. Nos fins de semana, os habitantes de Le Havre frequentam os balneários da Costa do Alabastro ou usam a Ponte da Normandia para passar algumas horas em Honfleur, do departamento de Calvados.

## Reconstrução
A cidade portuária do Havre sofreu danos catastróficos durante a Segunda Guerra Mundial. Assim como muitas cidades costeiras francesas, o porto foi ocupado pelos alemães no começo da década de 1940. Milhares de residentes foram evacuados para os campos de refugiados nas áreas britanizadas ou para cidades vizinhas.
O Havre continuou a funcionar mesmo durante a guerra. Grande parte da população optava a fugir a pé, de bicicleta ou carroça, somente retornando depois de horas dos bombardeios das Forças Aliadas. A destruição de Le Havre atingiu seu ápice durante a Batalha da Normandia no verão de 1944. Durante os dias 5 e 6 de setembro daquele ano, os Aliados começaram a tomar de assalto a fim de liberar a cidade da ocupação alemã. A maioria das 132 bombas que atingiram a cidade durante o período de guerra foram apelidadas de "tempestade de aço e fogo". A cidade foi finalmente liberada da ocupação alemã em 12 de setembro de 1944.
O Havre, o segundo maior porto da França sofreu os maiores danos do país. Mais de 90% da cidade foi deixado em ruínas; todos os prédios públicos no centro administrativo incluindo a bolsa de valores, a prefeitura e os correios foram destruídos, bem como todas as igrejas, os dois hospitais, escolas e lojas. O porto foi deixado inutilizado devido a fragmentos que bloquearam os canais e o acesso às docas. Logo depois, mais bombas deixaram a cidade completamente destruída. A distribuição de água da cidade foi obliterada pelas bombas da RAF, o que impossibilitava a tarefa de apagar o fogo.
Com o fim da guerra, um total de cinco mil civis foram mortos, 12 500 construções destruídas e 80 mil pessoas desabrigadas (dados da UNESCO). Uma grande porção de terra foi minada e destruída; a estrada original não existia mais. A maioria das casas dos subúrbios de Aplemont e Graville não existia mais. A tarefa de reconstrução requeria planejamento intenso; tanto local quanto de Paris. Os urbanistas e políticos queriam restaurar a cidade com uma nova identidade, com uma personalidade moderna e forte.
Ideias de replanejamento urbano começaram a surgir logo após a Segunda Guerra Mundial. O Governo francês criou uma lei em 1919, especificando que qualquer cidade com uma população maior de 10 000 necessitava de um "plano para melhorias urbanas, desenvolvimento e da beleza".

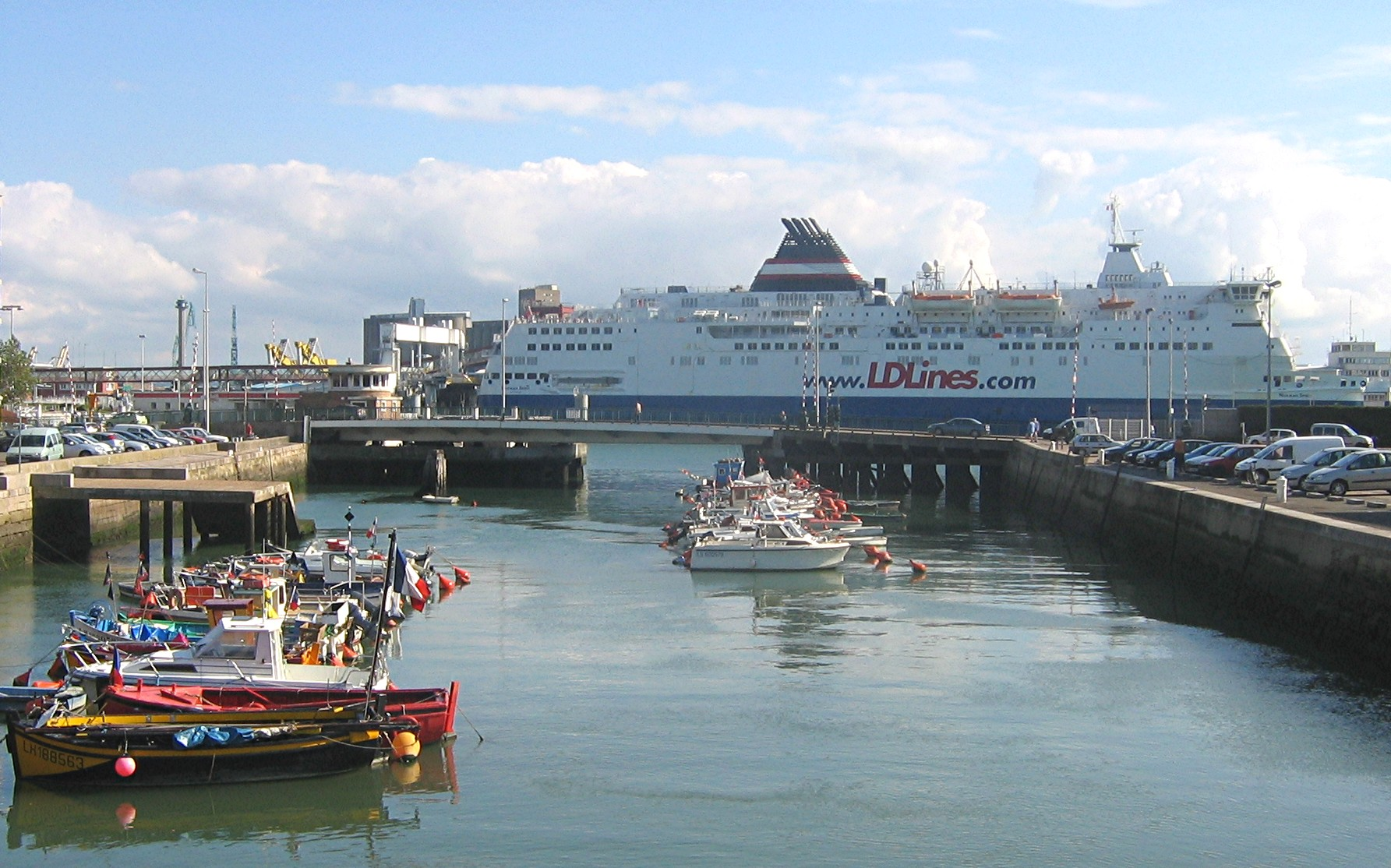
Porto da cidade

No porto da cidade existiam zonas de depravação como em muitas cidades europeias. Após o período de crescimento da Revolução Industrial no Século XIX, a população da cidade cresceu muito, fora de controle, com nenhum planejamento de urbanismo. Condições sanitárias e de moradia não foram pensadas, deixando o ar da cidade poluída, muitos lixões e risco de inundações nas regiões residenciais. Devido a falta de planejamento houve um grande aparecimento de construções e estradas de baixa qualidade.
Durante as guerras o desenvolvimento foi lento, mesmo com auxílio de companhias provadas. O governo de Vichy criou um plano de reconstrução, em 1941, com o auxílio de uma agência governamental, liderado pelo urbanista Feliz Brunau. Graças à enorme destruição, os planos foram arquivados até 16 de novembro de 1944, quando o governo francês formou o Ministério da Reconstrução e Urbanismo (MRU) a fim de recriar as cidades danificadas. Muitos dos problemas relacionados a reconstrução das casas destruídas foram resolvidos com o investimento do governo.
O arquiteto Auguste Perret foi indicado para planejar a reconstrução do centro da cidade em janeiro de 1945 por Raoul Dautry do MRU. O conselho da cidade requisitou que Brunau fizesse parte da equipe de reconstrução, mas subsequentemente deixou a equipe por conflitos de criação com Perret.
Tradicionalmente construída sobre solo úmido, Perret optou por elevar a cidade em 3,5 metros de concreto. Graças a este plano não ter tido sucesso devido aos custos e pouca disposição de material, entulho foi usado a fim de se aumentar o nível do centro da cidade. O uso de concreto reforçado nas construções da cidade veio acrescentar força às estruturas do porto. Com acesso relativamente livre de terra e espaço, Perret e sua equipe de 60 arquitetos e projetistas tiveram a capacidade de interpretar bem o espaço da cidade.

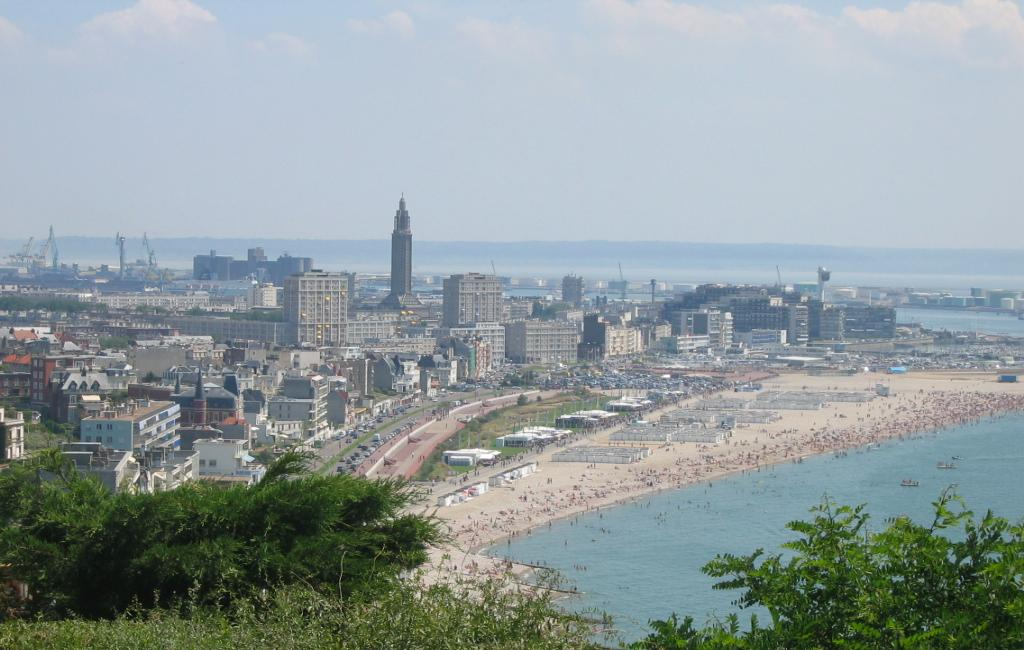
Praia e porção da cidade

O eixo triangular do Boulevard François I, Avenida Foch e Rue de Paris levam o viajante ao norte, sul, leste e oeste do centro da cidade. O recinto de compras pré-guerra da Rue de Paris foi redesenhado com calçadas largas. Foi criado um sistema de ruas nos arredores seguido por áreas de compra abertas, longe das regiões mais tumultuadas. Na praça da prefeitura foram colocados 330 apartamentos de vários tamanhos, permitindo que 1 000 pessoas morassem na região. Fundos estatais também permitiram a construção de apartamentos de classe alta. Estes novos apartamentos possuíam as maiores inovações como aquecimento central. A Avenue Foch foi alargada para 80 metros de largura, um pouco mais do que a Champs-Élysées em Paris. Os apartamentos mais finos foram construídos voltados à face norte. Além das construções de concreto na vizinhança de Saint-François, muitas casas também foram construídas de tijolo vermelho e ardósia.
A região de Aplemont tinha casas mais isoladas, com terraço e pequenos blocos de apartamentos. Uma igreja, um centro comunitário e lojas também foram construídos na região.
A maioria dos prédios públicos como a prefeitura, a bolsa de valores e igrejas como a de São Miguel e São José foram projetadas pelo próprio Perret. A igreja de São José e seus 110 metros de altura deram um grande valor arquitetônico e histórico aos residentes da cidade, que se lembram das vidas perdidas durante a guerra.
Houve a inclusão de 7,7 km2 de espaços verdes com parques e jardins na renovação do porto. Isso aumentou para uma média de 41 m2 de espaço verde por habitante, excepcional para uma cidade europeia.

## Educação
- École de management de Normandie

## Personalidades ligados ao Havre
Nascidas no Havre
- o naturalista Charles Alexandre Lesueur,
- o escritor Raymond Queneau,
- o jornalista Laurent Ruquier
- os artistas Raoul Dufy, Othon Friesz, Raimond Lecourt e Jean Dubuffet
- os músicos Henri Woollett, André Caplet, Arthur Honegger e Victor Mustel
- os historiadores Gabriel Monod e André Siegfried
- os atores Hubert Noël e Jean Bouise
- Eugênia DeLamare(1824-1907) Esposa de Guilherme Schüch, o Barão de Capanema.

Residentes no Havre
- os pintores Eugène Boudin e Claude Monet
- os filósofos Jean-Paul Sartre e Raymond Aron
- os escritores Armand Salacrou, Emile Danoën, Yoland Simon, Philippe Huet  e Octave Crémazie
- o construtor naval Augustin Normand